# Raionul Zhurivka, Kiev
Zhurivka (în ucraineană Згурівський район, transliterat: Zhurivskîi raion) este un raion în regiunea Kiev, Ucraina. Reședința sa este așezarea de tip urban Zhurivka.

## Demografie
Componența lingvistică a raionului Zhurivka
     Ucraineană (97,02%)
     Rusă (2,3%)
     Alte limbi (0,47%)
Conform recensământului din 2001, majoritatea populației raionului Zhurivka era vorbitoare de ucraineană (97,02%), existând în minoritate și vorbitori de rusă (2,3%).